# Djui
Djui, également orthographié Djuie, est une localité située dans le département de Koumbia de la province du Tuy dans la région Hauts-Bassins au Burkina Faso.

## Géographie
Djui se trouve à 3 km à l'est de Dougoumato II. Elle est traversée par la route nationale 1.

## Éducation et santé
Le centre de soins le plus proche de Djui est le centre de santé et de promotion sociale (CSPS) de Dougoumato II tandis que le centre médical avec antenne chirurgicale (CMA) se trouve à Houndé.
Le village possède un centre permanent d'alphabétisation et de formation (CPAF).